# Leandro Civil
Leandro Civil (Puerto Padre, Cuba; 31 de marzo de 1948 – 14 de abril de 2025) fue un atleta cubano especialista en la carrera de media distancia.

## Resultados
| Año                  | Competición                                          | Sede                                | Posición             | Evento               | Tiempo               |
| Representando a Cuba | Representando a Cuba                                 | Representando a Cuba                | Representando a Cuba | Representando a Cuba | Representando a Cuba |
| -------------------- | ---------------------------------------------------- | ----------------------------------- | -------------------- | -------------------- | -------------------- |
| 1970                 | Universiadas                                         | Turín, Italia                       | 6° (semifinal)       | 800 m                | 1:50.2               |
| 1970                 | Universiadas                                         | Turín, Italia                       | 7°                   | Relevo 4 × 400 m     | 3:09.5               |
| 1971                 | Campeonato Centroamericano y del Caribe de Atletismo | Kingston, Jamaica                   | 2°                   | 800 m                | 1:49.7               |
| 1971                 | Campeonato Centroamericano y del Caribe de Atletismo | Kingston, Jamaica                   | 2°                   | Relevo 4 × 400 m     | 3:10.1               |
| 1971                 | Juegos Panamericanos                                 | Cali, Colombia                      | 5°                   | 800 m                | 1:50.03              |
| 1971                 | Juegos Panamericanos                                 | Cali, Colombia                      | 6°                   | Relevo 4 × 400 m     | 3:08.9               |
| 1973                 | Campeonato Centroamericano y del Caribe de Atletismo | Maracaibo, Venezuela                | 1°                   | 800 m                | 1:49.8               |
| 1973                 | Campeonato Centroamericano y del Caribe de Atletismo | Maracaibo, Venezuela                | 2°                   | Relevo 4 × 400 m     | 3:10.1               |
| 1973                 | Universiadas                                         | Moscú, Unión Soviética              | 14° (clasificación)  | 800 m                | 1:51.7               |
| 1974                 | Juegos Centroamericanos y del Caribe                 | Santo Domingo, República Dominicana | 1°                   | 800 m                | 1:48.43              |
| 1975                 | Juegos Panamericanos                                 | México DF, México                   | 2°                   | 800 m                | 1:48.75              |
| 1976                 | Juegos Olímpicos                                     | Montreal, Canadá                    | 12° (semifinal)      | 800 m                | 1:47.31              |
| 1978                 | Juegos Centroamericanos y del Caribe                 | Medellín, Colombia                  | 3°                   | 800 m                | 1:47.66              |
| 1979                 | Juegos Panamericanos                                 | San Juan, Puerto Rico               | 6°                   | 800 m                | 1:49.5               |
| 1979                 | Juegos Panamericanos                                 | San Juan, Puerto Rico               | 11°                  | 1500 m               | 3:52.4               |